# El punto ciego
El punto ciego: Las conferencias Weidenfeld 2015 es un libro de Javier Cercas publicado en 2016 por el sello Literatura Random House de la editorial Random House.
El libro contiene una serie de textos derivados de la cátedra Weidenfeld en Literatura Europea Comparada de la Universidad de Oxford, creada en 1994 por el editor, periodista y filántropo George Weidenfeld, realizada por Cercas en 2015 (en inglés) y que sucedió a la de otros conocidos escritores y académicos: George Steiner, Martha Nussbaum, Gabriel Josipovici, Amos Oz, Roberto Calasso, Umberto Eco, Nike Wagner, Robert Alter, Mario Vargas Llosa, Sander Gilman, Michele Le Doueff, Wolf Lepenies, Bernard Schlink, Marjorie Perloff, Roger Chartier, James Wood, Ali Smith y Don Paterson.
El libro está dedicado a su hijo Raül Cercas y su pareja Mercè Mas.

## Historia editorial
El origen del primer capítulo se publicó bajo el título «Il romanzo dà lezioni di storia» (en castellano, «La novela da lecciones de historia») para el periódico italiano La Repubblica, el 13 de enero de 2011. Una primera versión más reducida se leyó en inglés como Raymond Williams Memorial Lecture en el Hay Festival de Hay-on-Wye, Gales, el 29 de mayo de 2011, y luego se publicó en castellano, con varias modificaciones, como «La tercera verdad» en el periódico español El País (25 de junio de 2011), en francés en la revista Esprit (junio de 2011) y en alemán en la revista Lettre International (n.º 93, verano 2011).
El segundo capítulo se publicó previamente en la revista Granta en diciembre de 2015.
Una primera versión del tercer capítulo se publicó en la edición conmemorativa por los 50 años de la publicación de La ciudad y los perros (Madrid, Real Academia Española-Alfaguara, 2012).
El cuarto capítulo se publicó en la revista Letras Libres en diciembre de 2015.

## Contenido
El libro contiene cuatro capítulos, precedidos de un prólogo y sucedidos por un epílogo y por una nota final, que corresponde a una breve historia editorial de los distintos capítulos y agradecimientos.
- Prólogo. Defensa del escritor como crítico y descripción de su «teoría del punto ciego» defendida en la conferencia a partir de su propia obra: la novela como un ojo, con su punto ciego que se completa con la interpretación del lector; la novela como un instrumento para plantear preguntas y no respuestas.[4]
- Primera parte. «La tercera verdad». Diez breves secciones numeradas. El autor se pregunta qué es la novela, ese género flexible, diverso, fagocitador, que nace con el Quijote, que se consolidó en el modernismo del siglo XIX y continuó con el postmodernismo instaurado por Borges; ese estilo que nace del fraude y del distanciamiento de la literatura imperante. Anatomía de un instante, pese a no hablar de una ficción, es una novela porque fue escrita por un novelista, y porque plantea preguntas complejas y morales que no busca responder.[5]
- Segunda parte. «El punto ciego». Sin secciones. Defensa de las «novelas de punto ciego», aquellas cuyo propósito principal es plantear una pregunta de la manera más compleja posible, la cual no es respondida, o cuya vaga, ambigua o contradictoria respuesta es el libro mismo, que es completado por el buen lector. El autor da varios ejemplos de obras clásicas con punto ciego (e.g., Don Quijote de la Mancha, Moby Dick, El proceso) y sin punto ciego (e.g., la mayoría de novelas realistas desde el siglo XIX).[6]
- Tercera parte. «La pregunta de Vargas Llosa». Siete breves secciones numeradas. Apología de Vargas Llosa y La ciudad y los perros, otro ejemplo de novela de punto ciego no tan evidente.[7]
- Cuarta parte. «El hombre que dice no». Tres breves secciones numeradas. Parte contando cómo inició su carrera buscando distanciarse de la literatura moderna, comprometida e intelectual de Sartre, pero desde Soldados de Salamina fue elevado a esa categoría por Vargas Llosa. Prosigue diciendo que en el fondo toda literatura que busca cambiar el mundo es literatura comprometida, pero en lugar de buscar soluciones, debe plantear preguntas complejas, al contrario de lo que hace la literatura postmoderna. Este es el rol del intelectual, y su dignidad depende del saber decir «No» cuando corresponda.[8]
- Epílogo. «Un arma de destrucción masiva». Sobre cómo en la actualidad se ha ampliado la noción de novela, incluyendo a su propia obra, y cómo el Quijote irrumpió en la historia como la génesis de las novelas de punto ciego.[9]